# آبشار فوماچا
آبشار فوماچا (به پرتغالی: Cachoeira da Fumaça) آبشاری است که در کشور برزیل واقع شده‌است و بلندترین ریزشگاه آن ۳۵۳ متر ارتفاع دارد. حوضهٔ آبریز این آبشار، رودخانه آمازون است.